# Museo nazionale dell'ebraismo italiano e della Shoah
Il Museo nazionale dell'ebraismo italiano e della Shoah (sigla: MEIS), noto anche come ex Carcere di via Piangipane, è dedicato alla storia degli ebrei e della Shoah in Italia; si trova a Ferrara in Via Piangipane 81, nelle vicinanze dell'antica cinta muraria rinascimentale, nel tratto dei Rampari di San Paolo. La struttura, precedentemente adibita a prigione e in seguito a carcere circondariale, dal 2011 è appunto sede del "Museo Nazionale dell’Ebraismo Italiano e della Shoah", animato dal progetto di raccontare più di venti secoli di storia degli ebrei in Italia, non meno che di essere polo culturale di reciproco riconoscimento, incontro e antidoto contro la sottocultura del sospetto e della discriminazione: «Con la creazione del MEIS, lo Stato italiano si è impegnato a offrire al pubblico la prima presentazione organica del patrimonio e dell’eredità dell’ebraismo italiano, nonché una straordinaria opportunità di conoscenza, informazione, storia, identità e turismo culturale».
Responsabile della gestione del Museo è la Fondazione MEIS, istituita dal Ministero della Cultura, socio fondatore, in partecipazione con più enti: la Regione Emilia-Romagna, il Comune di Ferrara, l’Unione delle Comunità Ebraiche Italiane (UCEI). Presidente della Fondazione è dal dicembre 2015 Dario Disegni. Fanno parte del Consiglio di Amministrazione: Gloria Arbib, Daniele Mezzetti, Giovanni Franco Pernisa e Daniele Ravenna. Direttore del Museo è dal giugno 2019 Amedeo Spagnoletto.
Il Museo ha nei suoi interni, oltre agli spazi espositivi, una Biblioteca adibita a consultazione e prestito, una libreria e aula didattica, dei laboratori didattici, un archivio e centro di catalogazione, un auditorium, un ristorante, un bookshop, oltre ad ambienti di visita guidata all'aperto, come "Il giardino delle domande".
Come nel caso del Museo storico della Liberazione, «non si tratta quindi [solo] di un museo nel senso più comune del termine, ma piuttosto di un realistico e reale monumento, un documento storico che ne contiene altri e le cui stesse pareti [e gli esterni, nel caso del MEIS,] sono testimoni capaci di suscitare emozione».

Poiché la storia della comunità (ebraica) ha attraversato fasi alterne di integrazione e scambio non meno che tempi di persecuzione, chiusura e isolamento, volontario o forzato che fosse, i documenti e metadocumenti che il museo raccoglie e offre, tra materiali biblioiconografici, le mostre e i percorsi di informazione e altri, riflettono un’esperienza che appartiene alla comunità civile e culturale e in cui essa può rispecchiarsi.

## Profilo giuridico
Il "Museo Nazionale dell’Ebraismo Italiano e della Shoah" «viene istituito con la legge n. 91 dell’aprile 2003, modificata dalla legge 296 del 27 dicembre 2006».

## L'edificio

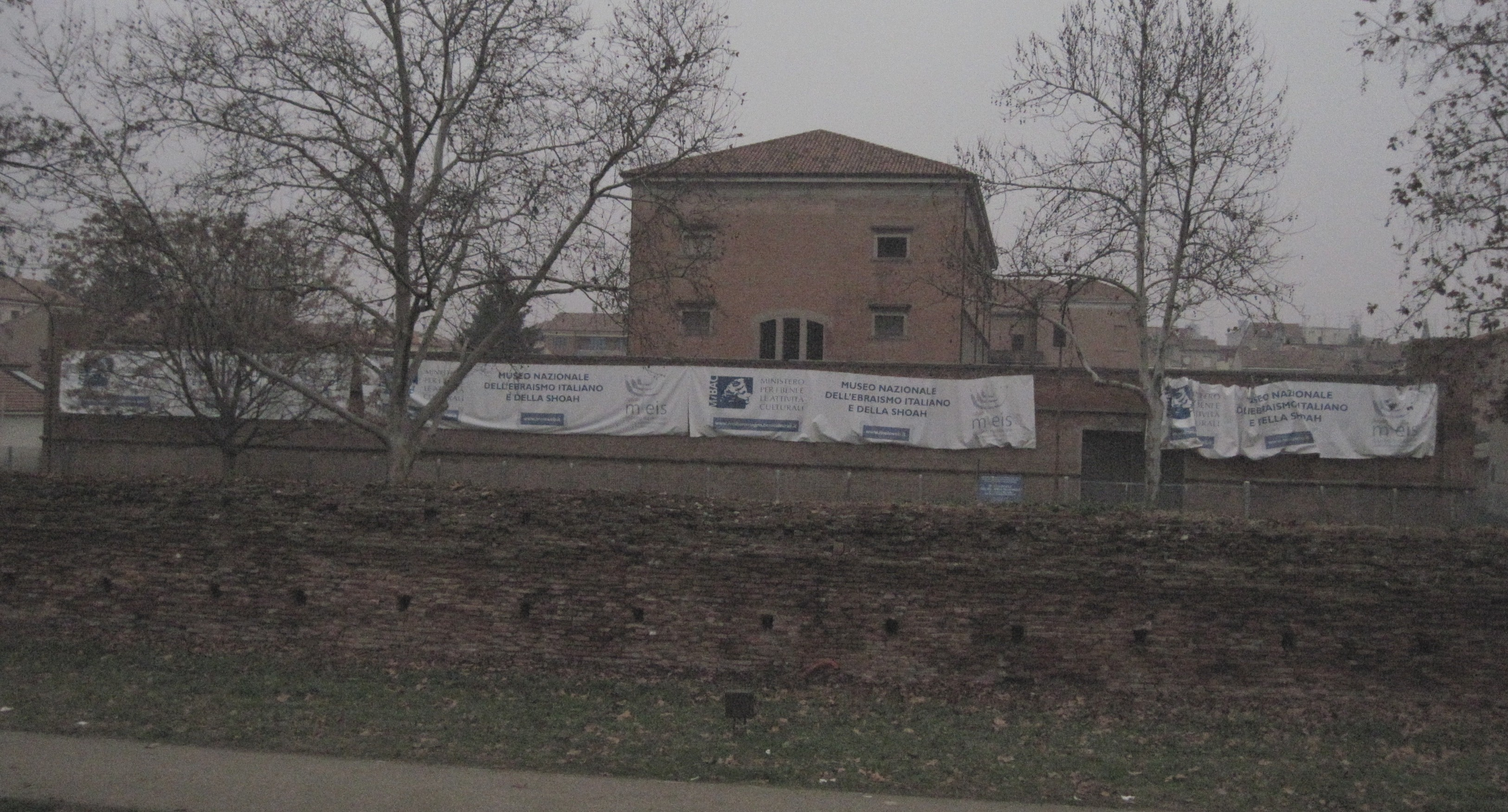
Edificio del carcere nel dicembre 2012

Nel 1906 il Comune di Ferrara, individuata la necessità di sostituire la vecchia e fatiscente sede, sino ad allora situata nell'antico convento di San Paolo adattato per quella funzione già dal 1798, cedette allo Stato italiano l'area sulla quale fu poi costruito il nuovo carcere della città, fra il 1908 e il 1912, su progetto degli «ingegneri Bertotti e Facchini dell’Ufficio Genio Civile».

### La struttura
Tre distinti blocchi edilizi costituiscono la struttura del complesso del carcere: i due fabbricati originari, di più modeste dimensioni, che erano inizialmente adibiti a uso del corpo di guardia e ad abitazione del custode, furono poi uniti in una unica palazzina d'entrata; un ulteriore fabbricato era destinato a uffici e detenzione; alla detenzione era poi deputato il corpo centrale. L'intera struttura è circondata da una «doppia cinta di mura».

## Storia

### Carcere giudiziario
Il 14 settembre del 1912, dopo l'inaugurazione, ne fu avviato il funzionamento come carcere giudiziario con 104 detenuti.

### Sotto il Fascismo

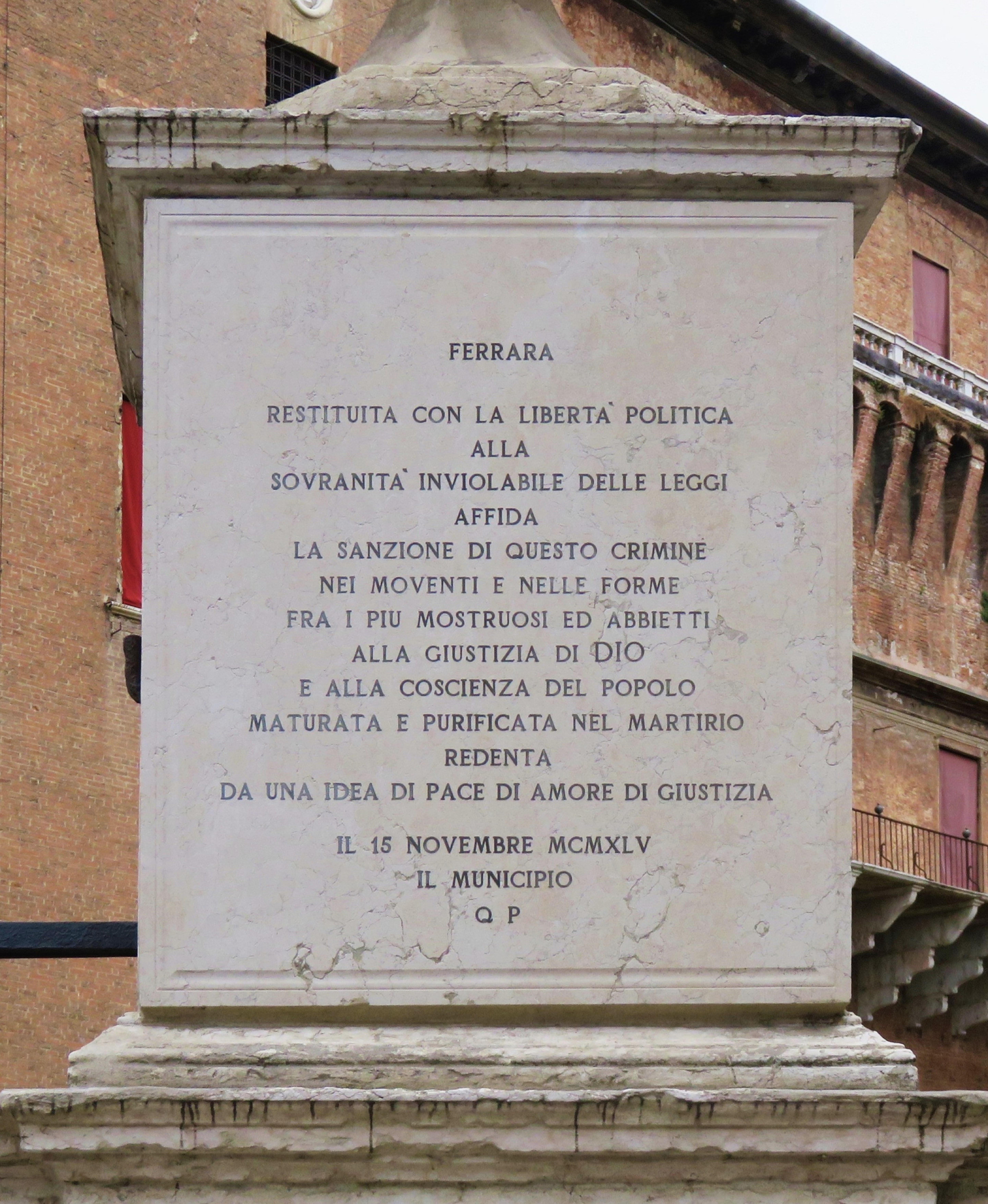
Epigrafe che ricorda l'eccidio del Castello Estense, Ferrara 1945

Dal 1922 e durante il ventennio fascista, vi sono imprigionati molti antifascisti ferraresi. 
 
Alla caduta del regime, il 30 luglio 1943, 88 detenuti politici riottengono la libertà.
L'8 settembre 1943 segna però l'avvio dell’occupazione tedesca in Italia e la nascita della Repubblica Sociale, cosicché il carcere è nuovamente adibito alla detenzione di antifascisti, prigionieri della Resistenza ed ebrei, mentre personale italiano,
SS e Wehrmacht si trovano a collaborare nell'arresto e incarcerazione dei cittadini in strutture che facessero da punto di raccolta e testa di ponte in vista della deportazione nei campi di concentramento e lavoro del III Reich. Anche il ferrarese, e in città la «Caserma di via Bevilacqua o il Carcere di Piangipane» dovettero distinguersi quale teatro di cooperazioni italo-tedesche in ritorsioni, fermi, violenze e torture.
Il 7 ottobre 1943 sono arrestati e qui incarcerati 34 tra antifascisti, ebrei e oppositori del regime, fra cui il rabbino Leone Leoni e il piccolo Marcello col fratello maggiore Eugenio Ravenna, nipoti dell’ex podestà Renzo.
Il 15 novembre 1943 vengono incarcerate altre 72 persone, fra cui la maestra socialista Alda Costa (alla quale è da segnalare la vicinanza anche del giovane antifascista Bassani), già precedentemente sottoposta a carcere e confino; alcuni di loro sono poi fra le vittime dell'Eccidio del Castello.
È infatti tra questi ultimi, e i «34 [fra] antifascisti, ebrei, oppositori del regime che erano già nelle carceri di via Piangipane, arrestati il 7 ottobre 1943» (tra cui «il procuratore del Re Pasquale Colagrande, l'avv. Giulio Piazzi, il commerciante Alberto Vita Finzi»; degli 11 giustiziati al Castello, 4 sono gli ebrei) che sono selezionati i prigionieri da giustiziare «per vendicare l’uccisione del Federale Ghisellini» avvenuta il 13 novembre 1943. La fucilazione fu eseguita presso il muretto del Castello Estense.
A interrogatori e torture sono sottoposti nella struttura di via Piangipane anche Gigi Medini e Mario Azzi, uccisi in seguito nell'eccidio di Caffè del Doro in via Padova nel novembre 1944.

### Giorgio Bassani e il carcere di via Piangipane
(Giorgio Bassani, Racconti, diari, cronache (1935-1956), a cura di Piero Pieri, Milano, Feltrinelli, 2014, p. 269.)

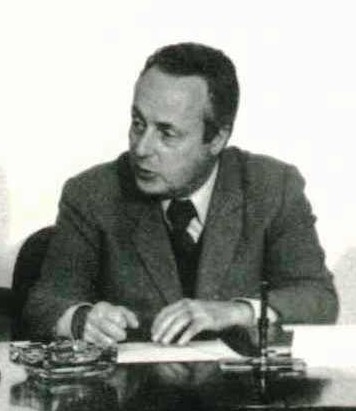
Giorgio Bassani da una foto che lo riprende a Roma (1974) con gli scrittori Luigi Silori e Walter Mauro, il calciatore Roberto Bettega e il critico Giuseppe Brunamontini

Nel maggio 1943 sono detenuti nel carcere di via Piangipane anche lo scrittore Giorgio Bassani e la sorella Matilde, arrestati nel maggio 1943, in quanto attivi nella lotta antifascista e membro, lo scrittore, del Partito d'Azione. 
Proprio dalla biblioteca del carcere ove dovevano essere disponibili, Bassani prese in lettura diversi volumi, tra cui Guerra e pace di Lev Tolstoj. 
Egli stesso scrive: «Rileggo Dante, Manzoni, qualche altro classico. Ho trovato poi il Gil Blas di Lesage, una specie di romanzo-fiume del Settecento, e mi diverte come una volta mi divertiva Dumas». 
Bassani fu liberato il successivo 26 luglio. Restano, ad attestazione diretta di quella esperienza, le lettere che da via Piangipane (oltre alle cartoline postate ad Attilio Bertolucci), pur con difficoltà, Bassani indirizzò ai familiari e a Valeria Sinigallia, che sarebbe poi divenuta sua moglie.

Dell'Eccidio del Castello del 15 novembre 1943 avrebbe dovuto restar vittima anche Bassani, insieme con i suoi amici e sodali di lotta: i fascisti, che erano andati a casa sua per sorprenderlo di notte, non ve lo trovarono perché egli era intanto emigrato a Firenze (mentre, tranne i genitori e la sorella, i parenti di Bassani che erano rimasti a Ferrara sarebbero stati deportati a Buchenwald).

### Carcere circondariale
I bombardamenti del 1944 rendono il carcere inagibile.
La struttura riprende le sue funzioni di carcere circondariale a partire dal 1945, dopo la fine del secondo conflitto mondiale, fino alla chiusura nel 1992.

### Negli Anni Duemila
Dopo un periodo di vacanza istituzionale, il complesso negli anni Duemila cambia destinazione funzionale.

## Museo Nazionale dell’Ebraismo Italiano e della Shoah

### Ferrara e il MEIS
Nel 1992 il carcere è dismesso, dopo la costruzione della nuova casa circondariale in via Arginone, e l'edificio rimane in una condizione di «completo abbandono», «un rifugio pericolante per senzatetto e animali».

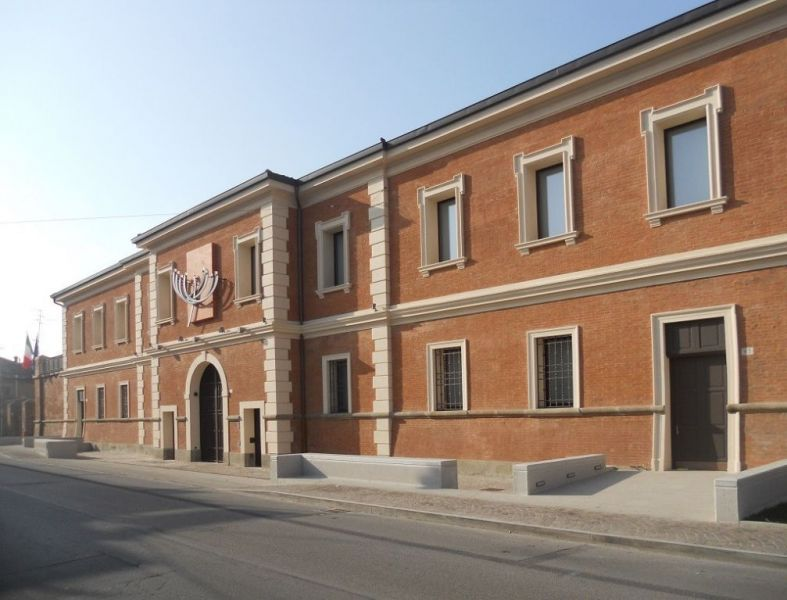
Il MEIS

La struttura è nel 2007 individuata come «sede del nuovo "Museo Nazionale dell’Ebraismo Italiano e della Shoah"» (MEIS): «Il carcere, luogo per definizione di chiusura e di segregazione, si trasforma così in un luogo rivolto all’incontro e all’integrazione, all’elaborazione e alla divulgazione della conoscenza».
Come puntualizza Gianni Venturi, si può esprimere, quanto all'ebraismo ferrarese, ciò che Primo Levi scrisse nella prefazione del catalogo per un'altra mostra sulla presenza ebraica in Italia: "I TAL YA'. Isola della rugiada divina: duemila anni di arte e vita ebraica in Italia" tenutasi al Palazzo dei Diamanti nel 1990: «È stato detto che ogni paese ha gli ebrei che si merita: l'Italia postrisorgimentale, paese di antica civiltà, etnicamente omogeneo e indenne da gravi tensioni xenofobe, ha fatto dei suoi ebrei una classe di buoni cittadini, rispettosi delle leggi leali allo stato, alieni dalla corruzione e dalla violenza. Sotto questo aspetto l'integrazione dell'ebraismo italiano è peculiare nel mondo, ma forse più peculiare è l'equilibrio dell'ebraismo torinese-piemontese che si è facilmente integrato pur senza rinunciare alla propria identità, I TAL YA (p.17)».
Ugualmente lo stesso autore ricorda come al 1996 risalga «il progetto museologico per il costituendo Museo ebraico di Ferrara condotto assieme a Alessandra Mottola Molfino, del 1996, che produsse il prezioso anche se piccolo museo collocato nella Sinagoga dei Sabbioni» e propose di fatto il suo autore, lo studioso Paolo Ravenna, quale protagonista «tra gli interlocutori e responsabili del MEIS, il Museo dell'Ebraismo italiano ora in fase di costruzione nel luogo più odioso delle memorie ebraiche: quel carcere di via Piangipane dove furono internati gli ebrei ferraresi per il viaggio senza ritorno».
Si procede quindi, in sinergia fra «la Direzione dell’Emilia-Romagna, Soprintendenza per i Beni Architettonici e per il Paesaggio e il Comune di Ferrara», specie fra il 2007 (anno della cessione dall’Agenzia del demanio al Mibact) e il 2008, alle diverse premesse burocratiche e ai lavori materiali per conseguire il «recupero architettonico della palazzina d'ingresso», e alla progettazione del Museo, che viene inaugurato nel «dicembre del 2011»: da allora la palazzina «ospita gli uffici della "Fondazione Museo Nazionale dell’Ebraismo Italiano e della Shoah", costituita tra il Ministero per i Beni e le attività Culturali e del Turismo, il Comune di Ferrara, il CDEC (Centro di Documentazione Ebraica Contemporanea) e l’UCEI (Unione delle Comunità Ebraiche Italiane), incaricata di gestire le attività del museo, ed è sede di iniziative culturali, mostre, convegni», mentre proseguivano «i lavori che riguardano il corpo di fabbrica centrale».
Quest'ultimo, un complesso che si sviluppa per 1.269 metri quadri articolati su tre piani e che comprende spazi espositivi e zone dedicate alla biblioteca e al centro di documentazione,  è stato ultimato e inaugurato esattamente 7 anni dopo.
Secondo il progetto di realizzazione architettonica, se da un lato si sceglie di conservare l'edificio delle celle maschili nella sua fisicità massiccia e severa, idealmente intriso di sofferenze ma rimodellato quale patrimonio persistente di «creatività, cultura, professionalità, musicalità, genialità [...] come la storia dell’ebraismo italiano, [...] qualità tutte proiettate verso il Futuro», il carcere al contempo «diviene [...] luogo del tutto aperto alla città in termini culturali, certo, ma anche fisici, urbani».

Sono state eliminate durante il restauro le tipiche strutture identificative del carcere, ovvero tutti gli elementi di chiusura quali porte, sbarre, cancelli e il ballatoio, sostituito con un elemento in acciaio lucido: tutto questo mantenendo comunque la planimetria originaria.
Il MEIS è di fatto progettato come un «diaframma permeabile» tra dimensioni del contesto civile, insieme «parco urbano» e «percorso» vivibile dalla cittadinanza a vari livelli, sia da attraversare se diretti alla Darsena o al centro storico sia da godere sulle panchine o al bar o nel consultare libri o riviste in biblioteca o in emeroteca o nel visitare allestimenti interni o fruire di concerti nell'auditorium, in dichiarata osmosi tra un passato fosco e lugubre e «un futuro senza più ignoranza e sospetti, fatto di amicizia, conoscenza e ricchezza comune».

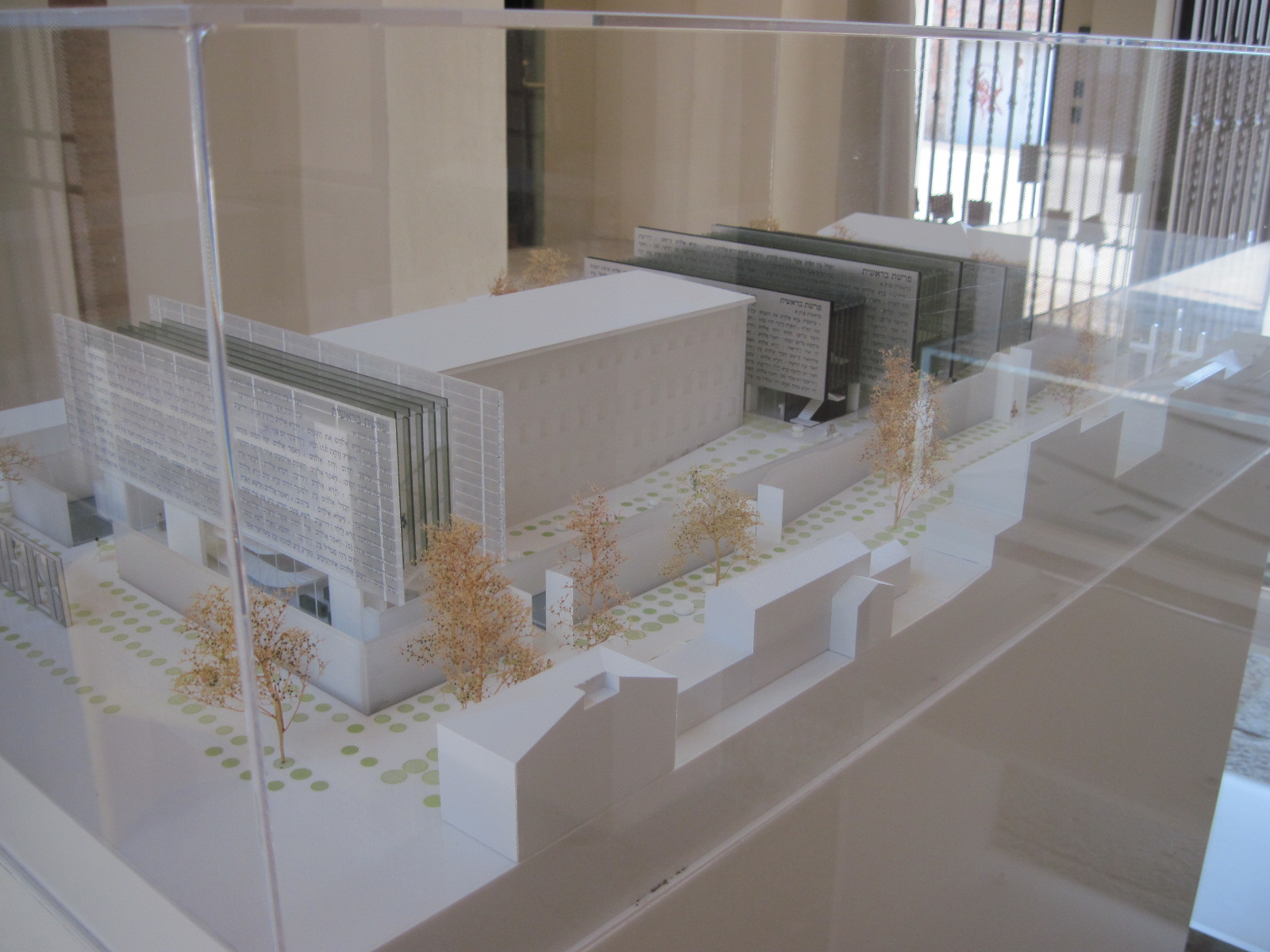
Il progetto del MEIS come si poteva osservare nell'atrio del museo.

Secondo la visione dei progettisti, «cultura e memoria, così legate in un museo, sono elementi in continua evoluzione, caratteristica che coinvolgerà lo spazio espositivo attraverso interfacce di allestimento interattivo e digitale (curate dal regista Luca Scarzella), costituite da immagini in continuo cambiamento, da adattare alla sensibilità del visitatore e al tempo; entreranno a far parte del progetto di allestimento anche tutte quelle interfacce naturali esistenti (le mura, la vegetazione, gli edifici conservati e restaurati) ridisegnate dalla nuova frontiera dell’interattività. Questo museo non sarà solo raccolta di oggetti anche bellissimi, ma strumento e luogo per comunicare significati, idee, incubatore della memoria del futuro».
 
«La costruzione dei restanti cinque edifici moderni», in una struttura ariosa che richiama i cinque libri della Torah, il Pentateuco, «è prevista per il 2020, con altri 2.733 m² tra spazi espositivi, ristorante, auditorium, bookshop, laboratori didattici, biblioteca, archivio e centro di catalogazione».
Nel presente, i cinque elementi che costituiscono la struttura si propongono sia nella forma 'antica' di museo "contenitore" (di temi, percorsi, oggetti, documenti...) sia in quella, moderna, di strutture comunicative in se stesse del proprio contenuto, che siano «passi salienti della Torah e degli altri libri dell’Ebraismo, riportati sulle pareti [e sulle] vetrate e [...] parete essi stessi». 
«Gli edifici-libro toccano terra in pochi punti e consentono anch’essi quella forte permeabilità voluta dal progetto. Il corpo C forma l’asse di collegamento, la spina dorsale di tutto il nuovo MEIS, ricordo di sofferenza, ma anche vivo percorso pulsante, dotato di nuove funzioni, librarie, didattiche, di servizio».

### IlGiardino delle domande
Il Giardino delle domande si pone quale canale vivo della cultura ebraica: ecologicamente sostenibile (come peraltro il complesso stesso), è un giardino dove crescono piante caratteristiche, alcune citate in passi biblici, come melograni e ulivi, altre, invece, le peculiari piante aromatiche (mirto, alloro, timo, maggiorana e lavanda) usate per la liturgia ebraica settimanale della havdalah, la preghiera che segna il passaggio dallo Shabbat, giorno festivo e di riposo, ai giorni feriali e che si recita al termine dello Shabbat stesso.

All'interno del giardino, un vero e proprio labirinto vegetale da esplorare, sono tracciati quattro percorsi che spiegano le norme della kasherùt, ossia il complesso di regole che organizzano la dieta ebraica, e l'alimentazione di latte, carne, uova e pesce.

### Attività culturali

#### Mostre temporanee
- Ebrei, una storia italiana. I primi mille anni, dal 14/12/17 al 16/09/18, a cura di Anna Foa, Giancarlo Lacerenza e Daniele Jalla.
- Dani Karavan - Il giardino che non c’è, dal 30/10/18 al 10/02/19, a cura di Noa Karavan-Cohen
- Il Rinascimento parla ebraico, dal 12/04/19 al 15/09/19, a cura di Giuli Busi e Silvana Greco
- Ferrara ebraica, dal 13/11/2019 al 01/03/2020, a cura di Simonetta Della Seta e Sharon Reichel
- 1938: l’umanità negata, dal 16/01/2020-presente, a cura di Paco Lanciano e Giovanni Grasso
- Mazal Tov! Il matrimonio ebraico, dal 4/06/21 al 05/09/21, a cura di Sharon Reichel e Amedeo Spagnoletto
- Oltre il ghetto. Dentro&Fuori, dal 29/10/21 al 03/07/22, a cura di Andreina Contessa, Simonetta Della Seta, Carlotta Ferrara degli Uberti e Sharon Reichel
- Sotto lo stesso cielo, dal 14/10/22 al 05/02/23, a cura di Amedeo Spagnoletto e Sharon Reichel

#### Eventi e attività online
Nel 2020-21, Durante l’emergenza Covid-19 il MEIS ha chiuso al pubblico nel rispetto delle norme di contenimento della pandemia. Durante questo periodo il museo ha attivato diversi progetti online:
- “Oltreilmuseo” dedicati alla mostra “Oltre il ghetto. Dentro&Fuori”, la cui inaugurazione fu posticipata a causa dell'emergenza sanitaria
- “#ItaliaEbraica” nata dalla collaborazione con i musei ebraici italiani.
- Corsi online di ebraico moderno, ebraico biblico, storia e cultura ebraica.
- La mostra temporanea  “Ferrara ebraica” è stata resa fruibile online.
- La mostra temporanea “Mazal Tov! Il matrimonio ebraico” è stata resa fruibile online.

Durante la riapertura del museo sono stati favoriti eventi all'aperto: per questo dal 2020, ogni estate il MEIS ospita nel suo giardino un’arena estiva dedicata al cinema ebraico e israeliano. Tra settembre e ottobre, la Festa del Libro Ebraico si tiene sotto un gazebo che durante la festa ebraica di Sukkot viene allestito come una capanna e decorato con fiori e frasche.

#### Festa del Libro Ebraico in Italia
Dal 2010 il Museo promuove, ogni anno, la Festa del Libro Ebraico in Italia. 
Alla sua organizzazione hanno partecipato, oltre al Museo, Ferrara Fiere Congressi, la Provincia di Ferrara, il Comune di Ferrara, l'Unione delle Comunità Ebraiche in Italia, la Comunità ebraica di Ferrara, la Regione Emilia-Romagna e l'Università degli Studi di Ferrara. Attraverso presentazioni di libri, incontri, performance live, proiezioni e concerti, il festival letterario ha accolto migliaia di persone e ospiti internazionali tra cui: Abraham B. Yehoshua, David Grossman, Eike Schmidt, Christian Greco, Eshkol Nevo, Igiaba Scego, Alessandro Piperno e Joshua Cohen.

#### "Ebrei, una storia italiana". Mostra di inaugurazione
L'edificio maggiore del MEIS è inaugurato nel dicembre 2017 con la mostra Ebrei, una storia italiana. I primi mille anni: «Nei limiti storici e geografici del primo millennio di presenza ebraica in Italia, la mostra affronta il rapporto fra maggioranza e minoranza da un duplice punto di vista: quello delle condizioni che una maggioranza assicura a una minoranza, dall’eliminazione all’assimilazione, passando attraverso tutte le gradazioni possibili tra questi estremi, che portano entrambi alla scomparsa della minoranza; e quello della minoranza che, se può perseguire gli obiettivi della convivenza e dello scambio con la società esterna, e cioè dell’integrazione, non può invece accettare di essere assimilata, pena la perdita della propria identità».
Al contempo, e non solo attraverso gli oggetti (preziosi di per sé, come incunaboli e cinquecentine, bensì spesso anche perché per la prima volta presentati al pubblico), ma facendo in modo che essi evocassero a testimoniare le persone stesse, la mostra riesce a significare la realtà dell'incontro e del dialogo personale e tra culture diverse, nella sua floridezza nei confronti della stessa storia italiana, grazie all'inurbazione già millenaria in una comunità civile quale Ferrara, dove i duchi d’Este agli ebrei aprirono le porte della città proprio quando da altrove essi venivano scacciati o isolati: «a Ferrara hanno trovato rifugio gli ebrei romani e siciliani, toscani e sefarditi, espulsi da Spagna e Portogallo. Ed ecco, allora, le tre sinagoghe, l’incantevole cimitero ebraico entro le mura e le strade del ghetto, che ancora parlano ebraico e a breve distanza dai quali, in pieno centro, è collocato il sito dove sorge il MEIS.»

#### "Ebrei, una storia italiana". Mostra permanente
La Mostra permanente Ebrei, una storia italiana, che ha per curatori «Giulio Busi, Andreina Contessa, Simonetta Della Seta, Carlotta Ferrara degli Uberti, Anna Foa, Silvana Greco, Giancarlo Lacerenza, Daniele Jalla, Sharon Reichel», presenta più «strumenti comunicativi», tra reperti, opere d’arte in prestito o in riproduzione o tramite «contenuti multimediali», attraverso i quali il visitatore è guidato da «storici, archeologi ed ebraisti che appaiono in video e approfondiscono le molteplici tematiche trattate».
La mostra racconta l’esperienza dell’ebraismo italiano, descrivendo come si è formato e sviluppato nella Penisola dall’età romana all'epoca dei ghetti. La narrazione si apre con un viaggio immersivo nel deserto e prosegue nelle sale dedicate ai principali periodi storici. La mostra prosegue esponendo reperti ed opere d’arte in prestito da musei italiani,  riproduzioni fedeli e contenuti multimediali. A guidare il visitatore sono storici, archeologi ed ebraisti che appaiono in video e approfondiscono le tematiche trattate. Il percorso permanente è il risultato di tre mostre del MEIS condensate insieme: Ebrei, una storia italiana (2017). I primi mille anni; Il Rinascimento parla ebraico (2019) e Oltre il ghetto. Dentro&Fuori (2021).

#### "1938: l’umanità negata"
Già esposta al Quirinale nel 2018, è una mostra multimediale che permette di entrare in contatto con il dramma delle leggi razziali, l’esclusione sociale, la persecuzione e lo sterminio, attraverso immagini, filmati d’epoca e documenti. Nodo centrale è la scuola, luogo per eccellenza dell’uguaglianza, che dopo le leggi razziali diventa lo spazio dove il regime impone una distinzione, che porterà alla separazione. La voce narrante che guida lo spettatore è del celebre attore e doppiatore Francesco Pannofino. Il percorso è arricchito dall’installazione site-specific dell’artista israeliano Dani Karavan creata per ricordare l’esperienza italiana della Shoah.

#### "Che bel romanzo" (2012)
La mostra, curata da Raffaella Mortara, presenta recensioni, «fotografie e interviste televisive» scelte fra le centinaia di articoli di giornali e riviste italiani riguardanti Il giardino dei Finzi Contini di Giorgio Bassani a cinquant’anni dalla sua pubblicazione: «un successo editoriale e letterario straordinario», che non la critica letteraria osteggiò ma quella politica. La mostra comprende anche foto di scena dell'omonimo film di Vittorio De Sica del 1971 e «messe a disposizione dal protagonista» Lino Capolicchio e «la riproduzione dello studio romano di Bassani, con la fedele macchina da scrivere». 
«Parte della mostra è dedicata anche al pubblico che contribuì materialmente al trionfo dell’opera. Un pubblico che gremiva i teatri per conoscere Bassani e sentir parlare di Micòl, la reale o immaginaria Micòl, che "spicca come un fiore grazioso – scrisse in una delle recensioni esposte Oreste Del Buono – sull’orlo di una catastrofe Mondiale"».

#### "Ebrei a Ferrara, Ebrei di Ferrara" (2013)
Organizzato dalla Fondazione in collaborazione con l’Archivio di Stato di Ferrara, nel MEIS si è svolto il 3 e 4 ottobre 2013 il Convegno internazionale di studi "Ebrei a Ferrara, Ebrei di Ferrara. Aspetti culturali, economici e sociali della presenza ebraica a Ferrara (secc. XIII-XX)", che ha visto la partecipazione di M. Luzzati, E. Traniello, F. Mattei, S. Arieti, L. Graziani Secchieri, K. Ambrogio, L. Scardino, L. Baraldi, L. M. Caro, A. Faoro, A. Y. Lattes, L. Brazzo, A. Guarnieri.

#### "Vacanze Natalizie al Meis, Tra Mostre e Itinerari Sulla Cultura Ebraica" (2018)
L'iniziativa ha avuto luogo nel «periodo delle vacanze natalizie» 2018, con proroghe fino a marzo 2019: il Museo Nazionale dell’Ebraismo Italiano e della Shoah ha aperto al pubblico «"Il Giardino che non c’è", la mostra di Dani Karavan ispirata al Giardino dei Finzi-Contini di Giorgio Bassani», dove i visitatori hanno potuto ammirare il manoscritto originale del romanzo bassaniano, «il modello del Giardino» e vari altri documenti d'interesse veicolanti il «messaggio dell’importanza della libertà contro ogni forma di discriminazione», non ultimo lo spettacolo multimediale "Con gli occhi degli ebrei italiani" (a cura di Giovanni Carrada e della direttrice Simonetta Della Seta), che assumeva il punto d'osservazione ebraico dapprima per riprendere, «in tono divulgativo, il ruolo dei pregiudizi, l’origine della discriminazione, il controverso legame con la Chiesa cattolica, i grandi spostamenti del popolo ebraico, il significato del ghetto, la partecipazione degli ebrei italiani a momenti cruciali della vita nazionale, le pagine di convivenza felice e quelle più drammatiche»; il docufilm "Eravamo italiani", concernente «le testimonianze dei sopravvissuti italiani alla Shoah»; quindi «il percorso espositivo Ebrei, una storia italiana. I primi mille anni» in cui la narrazione ripercorreva la diaspora «verso il Mediterraneo occidentale» attraverso «contributi video» «inserti multimediali, ricostruzioni – il Tempio di Gerusalemme, l’Arco di Tito, le catacombe ebraiche, le sinagoghe di Ostia e Bova Marina» sino alla «fioritura dell’ebraismo nell’Italia meridionale del Medioevo, prima della sua espulsione, e poi il precisarsi di una cultura ebraica italiana in tutto il Paese».

#### Attività in svolgimento e programmi futuri
Il Museo si impegna a promuovere ulteriormente attività, rassegne, mostre temporanee e permanenti, convegni e nuove pubblicazioni, comunicando puntualmente quelli in svolgimento e in programma.

## Riferimenti letterari e intertesti

Giorgio Bassani, Il giardino dei Finzi-Contini, Torino, Einaudi, 1962

### Il giardino dei Finzi Contini (romanzo)
Nel romanzo di Giorgio Bassani "Il giardino dei Finzi-Contini", l'io narrante nelle pagine introduttive ricorda che nella tomba monumentale allestita dal patriarca della famiglia, Moisé Finzi Contini, ad assicurare il riposo dopo la morte per sé e i suoi, nessuno dei Finzi Contini che egli aveva «conosciuto e amato» fosse stato seppellito, tranne Alberto, morto asfissiato a causa di un linfogranuloma maligno: mentre gli altri, «deportati tutti in Germania nell’autunno del ’43, chissà se hanno trovato una sepoltura qualsiasi».
Successivamente, infatti, la famiglia fu arrestata dai "repubblichini", trattenuta nel carcere di via Piangipane e indi inoltrata al campo di concentramento di Fossoli per poi essere trasferita in Germania, dove, o da dove, avrebbe presumibilmente seguito la sorte degli altri deportati.

Lino Capolicchio e Dominique Sanda in una scena del film (1972)

### Il giardino dei Finzi Contini (film)
Nel film "Il giardino dei Finzi Contini" del 1970, diretto da Vittorio De Sica, in assenza da Ferrara del protagonista (esplicitamente nominato come Giorgio), i Finzi Contini sono arrestati dai repubblichini, separati (a differenza dei genitori, Micol resta con la fragilissima nonna) e fatti soffermare nell'aula scolastica stessa in cui anni prima si erano svolti gli esami di riparazione del piccolo protagonista e quelli da "esterni" dei coetanei Micol e Alberto Finzi Contini. Assolvendo (poeticamente) l'aula alla medesima funzione "intermedia", in questa circostanza, nel film non si fa cenno al carcere di via Piangipane.
Nell'aula Micol, che subito gliene chiede, incontra il padre di Giorgio il quale, finalmente riconoscendo una corrispondenza con la giovane, la abbraccia e pronuncia le ultime parole, suggellando in maniera diversa rispetto al romanzo il film stesso, appena prima del canto El maalè rahamim.